# اكتساب اللغة الثانية

اكتساب اللغة الثانية (بالإنجليزية: Second-language acquisition) أو  تعلم اللغة الثانية (بالإنجليزية: Second Language Learning) هي العملية التي يتعلم فيها الناس لغة ثانية. اكتساب اللغة الثانية هو أيضاً اسم للحقل العلمي الذي يدرس هذه العملية. اللغة الثانية تشير إلى أي لغة يتعلمها الفرد بعد لغته الأم، سواء كانت ثانية أو ثالثة أو رابعة  . اكتساب اللغة الثانية يعود إلى المتعلمين، ولا علاقة له بممارسات تعليم اللغة.
الحقل الأكاديمي لاكتساب اللغة الثانية هو فرع من «اللغويات التطبيقية»، حقل جديد نسبياً. وكماهي الحال بالنسبة إلى فروع اللغويات، اكتساب اللغة الثانية أيضاً له علاقة بعلم النفس، علم النفس المعرفي Cognitive psychology، والتعليم. ولفصل المجال الأكاديمي عن العملية التعليمية، يتم استخدام مصطلحات مثل «دراسات اكتساب اللغة الثانية» و «أبحاث اللغة الثانية» و«أبحاث اكتساب اللغة الثانية». أبحاث اكتساب اللغة الثانية بدأت كحقل متعدد الاختصاصات interdisciplinary، ولهذا فمن الصعب تمييز تاريخ محدد لبدء هذ الأبحاث. بيد أنه يظهر أنها تطورت كثيراً منذ أوساط الستينات. مصطلح «اكتساب» استخدم بالأصل للتركيز على الطبيعة اللاواعية للتعلم، ولكن في السنوات الأخيرة، مصطلحي «التعلم» و «الاكتساب» ظهرا كمترادفين.
تعلم اللغة الثانية يمكن أن يشمل «تعلم اللغة الإرثي» ، ولكنه لا يشمل عادة ثنائية اللغة "bilingualism". معظم أبحاث اكتساب اللغة الثانية ترى ثنائية اللغة كنتيجة نهائية لتعلم لغة ما، لا كعملية تحصل أثناء اكتسابها، وترى أن هذا المصطلح يشير غالباً إلى إجادة الحديث بها كما يتحدث أهل اللغة. بيد أن الكتاب في مجالات مثل التعليم وعلم النفس عادة يستخدمون ثنائية اللغة للإشارة إلى جميع أشكال «تعددية اللغة Multilingualism». اكتساب اللغة الثانية أيضاً ليس متبايناً عن اكتساب لغة أجنبية، إنما تعلم لغات ثانية وتعلم لغات أجنبية يشملون نفس العمليات الأساسية في ظروف مختلفة. 
حصل نقاش واسع حول كيف يتم تعلم اللغة بالتحديد، وكثير من القضايا مازالت بلا جواب. كان هناك العديد من النظريات لاكتساب اللغة الثانية تم تقديمها، ولكن أحدا من هذه النظريات لم تقبل كنظرية شاملة من قبل جميع باحثي اكتساب اللغة الثانية. ونظراً إلى طبيعة اشتراك «اكتساب اللغة الثانية» مع حقول أخرى، فهذا الشيء لايتوقع حصوله في المستقبل القريب.

## التاريخ
اكتساب اللغة الثانية هو حقل متعدد التخصصات، فمن الصعب تحديد تاريخ معين لبداية هذه الأبحاث. ولكن هناك منشورتان بالتحديد ساهمت في تطور الدراسة الحديثة لهذا الحقل: ورقة بيت كوردر Pitt Corder عام 1967 «أهمية أخطاء المتعلمين The Significance of Learners' Errors»، ومقال لاري سيلنكر Larry Selinker عام 1972 «اللغة الاصطناعية/المشتركة Interlanguage». ورقة كوردر رفضت النظريات السلوكية لاكتساب اللغة الثانية وقالت أن المتعلمين يستخدمون مُعالِجات لغوية داخلية جوهرية intrinsic internal linguistic processes، مقالة سيلنكر تقول بأن متعلمي اللغة الثانية يملكون أنظمتهم اللغوية الفردية المستقلة عن اللغة الأولى واللغة الثانية. 
في السبعينات، كان التوجه العام في هذا الحقل هو لبحث واكتشاف أفكار كوردير وسلنكر، ولرفض النظريات السلوكية لاكتساب اللغة. الأمثلة تشمل أبحاث في تحليل الخطأ error analysis ، دراسات في المراحل الانتقالية transitional stages للتمكن من اللغة الثانية، والدراسات المتعلقة بتسلسل الاكتساب اللغوي morpheme studies والتي تتحقق من التسلسل الذي يكتسب فيه المتعلمون القواعد اللغوية. فترة السبعينات سيطرت فيها الدراسات الواقعية naturalistic studies لأناس يتعلمون اللغة الإنجليزية كلغة ثانية. 
في الثمانينات، نظريات ستيفن كراشين Stephen Krashen أصبحت باراديم بارز في اكتساب اللغة الثانية. في نظرياته، والتي عادة ماتعرف بفرضيات المُدخل Input Hypothesis، كراشين قال أن اكتساب اللغة يتأثر فقط بالمُدخلات المفهومة comprehensible input. أنموذج كراشين كان مؤثراً في حقل اكتساب اللغة الثانية وكذلك كان له أثر كبير في تعليم اللغة، ولكنه ترك بعض العمليات الهامة بدون توضيح. البحث في الثمانينات كان مميزاً بأنه محاولة لملء الفراغات. بعض الاتجاهات شملت وصف ليديا وايت Lydia White لقدرة المتعلم learner competence، واستخدام مانفرد بينمان Manfred Pienemann لنماذج عمليات النطق والنحو الوظيفي المعجمي lexical functional grammar لشرح مخرجات المتعلم. هذ الفترة شهدت أيضاً بدايات التوجهات المبنية على حقول أخرى، مثل الاتجاه النفسي للاتصالية. 
التسعينات الميلادية شهدت انطلاقة نظريات جديدة مقدمة في هذا الحقل، مثل فرضية التفاعل interaction hypothesis من مايكل لونق Michael Long، وفرضية المخرج output hypothesis من ماريل سوين Merrill Swain، وفرضية الملاحظة noticing hypothesis من ريتشارد شميدت Richard Schmidt. بيد أن المجالين الأساسيين لاهتمامات الباحثين كانت نظريات لغوية لاكتساب اللغة الثانية مبنية على النحو الكلي universal grammar لنعوم تشومسكي، والتوجهات النفسية مثل فرضية اكتساب المهارة skill acquisition theory والاتصالية. الصنف الأخير أيضاً شهد نظريات جديدة عن «قابلية المعالجة» processability ومعالجة المدخل input processing في هذ الفترة. التسعينات أيضاً شهدت مقدمة النظرية الاجتماعية الثقافية sociocultural theory، وهي توجه لشرح اكتساب اللغة الثانية انطلاقاً من البيئة الاجتماعية للمُتعلم. 
بعد العام 2000، لم يختلف مجال البحث كثيراً حيث كان مركزاً على نفس المجالات في التسعينات، مع انقسام البحث إلى معسكرين أساسيين من التوجهات، التوجه اللغوي والتوجه النفسي. فانباتن VanPatten وبيناتي Benati لايعتقدون أن الحالة ستختلف كثيراً في المستقبل القريب، مشيرين إلى الدعم لكلا الاتجاهين البحثيين للغويات ولعلم النفس. 

### الإستراتيجيات
يمكن تقسيم اكتساب اللغة الثانية إلى خمس مراحل:

## مقارنات مع اكتساب اللغة الأولى
الأفراد الذين يتعلمون لغة ثانية يختلفون عن الأطفال الذين يتعلمون لغتهم الأولى بأوجه عديدة. ربما الأكثر غرابة من هذه، هو أنه عدد قليل جداً من البالغين الذين يتعلمون لغة ثانية يصلون لنفس مستوى إجادة اللغة مقارنة بالمتحدثين الأصليين للغة. الأطفال الذين يتعلمون لغة ثانية هم أوفر حظاً من البالغين للوصول إلى مستوى إجادة اللغة كمتحدثي اللغة الأصليين، ولكن بشكل عام يندر جداً لأحدهم يتحدث لغة ثانية أن يصل إلى مستوى المتحدثين الأصليين للغة. عندما يتوقف نُطلق المتعلم عن التطور فهذا يسمى بتحجر اللغة الاصطناعية/المشتركة Interlanguage fossilization.
إضافة إلى ذلك، بعض الأخطاء التي يرتكبها متعلمي لغة ثانية في كلامهم، يكون منشأها من لغتهم الأصلية. فمثلا، متحدثي الإسبانية الذين يتعلمون الإنجليزية قد يقولون "Is raining" بدلا من "It is rarining"، تاركين الفاعل في الجملة. متحدثي الفرنسية الذين يتعلمون الإنجليزية لا يقعون في نفس الأخطاء عادة. لأن الفاعل في الجملة يمكن تجاهله في الإسبانية. وأثر اللغة الأولى على اللغة الثانية يعرف بتحول اللغة language transfer.
أيضا، عندما يتعلم الناس لغة ثانية، تتغير طريقة حديثهم بلغتهم الأولى بشكل ما. هذه التغيرات يمكن أن تقع في أي وجه لغوي، سواء في النطق أو في القواعد أو في لغة الجسد أو حتى في الأشياء التي تُلاحظ. على سبيل المثال، الفرنسي الذي يتحدث الإنجليزية كلغة ثانية قد ينطق صوت \t\ في الفرنسية بطريقة مختلفة عن أولئك الذين لايجيدون غير الفرنسية. وهذا التأثير للغة الثانية على اللغة الأولى قاد فيفان كوك Vivian Cook لتقديم فكرة «تعددية القدرة multi-competence»، حيث يرى أن اللغات المختلفة التي يتحدثها شخص ما، ليست أنظمة مختلفة داخل عقولهم، بل هي مرتبطة في عقولهم. 

## لغة المُتعلم
لغة المتعلم هي اللغة التي يكتبها أو يتحدث بها أي متعلم للغة ثانية. وهي تمثل البيانات الأساسية المستخدمة في أبحاث اكتساب اللغة الثانية. أغلب البحوث في اكتساب اللغة الثانية مرتكزة على التمثيلات الداخلية internal representations للغة في ذهن المتعلم، وكيف تتغير هذ التمثيلات مع مرور الوقت. ليس بالإمكان حتى الآن التواصل إلى صورة واضحة لهذه التمثيلات مباشرة عن طريق مسح للمخ أو وسائل من هذا القبيل، لذلك يلجأ باحثي اكتساب اللغة الثانية إلى افتراض استنتاجات عن هذه القواعد والتمثيلات من لغة المُتعلم المنطوقة أو المكتوبة. 

### تعلم القِطع والتعلم المنظومي
هناك نوعان من التعلم في يستخدمها متعلمي اللغة الثانية. الأول هو تعلم القِطع Item Learning ، أو تعلم مجموعة قطع تمثل صيغ من اللغة. هذه القِطع قد تكون كلمات، مجموعة مصطلحات، أو صيغ كاملة مثل «هل يمكن أن … ؟» بالعربية، أو "Can I have a __?". النوع الثاني من التعلم هو التعلم المنظومي system learning، أو تعلم القواعد المنهجية. 

### اللغة الاصطناعية/المشتركة
في الأصل، محاولات وصف لغة المُتعلم كانت مبنية على مقارنة لغات مختلفة وعلى تحليل أخطاء المتعلمين. بيد أن هذه الاتجاهات لم تكن قادرة على رصد كل الأخطاء التي يرتكبها المتعلمون حينما يتعلمون لغة ثانية. على سبيل المثال، الفرد الذي يتحدث الصربية ويتعلم الإنجليزية قد يقول "What does Pat doing now?" عل الرغم من أنها عبارة ليست صحيحة في كلا اللغتين.
لشرح هذه الأنواع من الأخطاء المنهجية تم تطوير فكرة «اللغة الاصطناعية/المشتركة». «اللغة الاصطناعية/المشتركة» هو نظام لغوي متداخل في ذهن المُتعلم. «اللغة الاصطناعية/المشتركة» في ذهن المتعلم ليس لغة قاصرة أو ناقصة مليئة بالأخطاء من تلك اللغة التي يتعلمها المتعلم، ولا هو لغة مبنية فقط على الأخطاء التي تحصل بسبب اللغة الأم. وإنما هي لغة في حد ذاتها، لها قواعدها المنهجية الخاصة. ويمكننا أن نستعرض أكثر جوانب اللغة من منظور «اللغة الاصطناعية/المشتركة»، بمافيها القواعد والصوتيات وغيرها.
هناك ثلاث عمليات مختلفة تؤثر على إنشاء «التفاعل بين اللغات»:
1- تحول اللغة: المتعلمين يلجئون إلى لغاتهم الأم لكي يكونوا نظامهم اللغوي. وهذا الآن لا يعتبر خطأ، بل عملية يلجأ لها كل المتعلمين ويمرون بها.
2-التعميم الزائد Overgeneralization . المتعلمين يستخدمون قواعد من اللغة الثانية بطريقة لا يستعملها المتحدثون الأصليون. مثلا، قد يقول مُتعلم للغة الإنجليزية "I goed home"، حيث عمم قانون الفعل الماضي في اللغة الإنجليزية (بإضافة -ed في نهاية الكلمة) مع فعل شاذ.
3- التبسيط Simplification . المتعلمين يستخدمون صيغ مبسطة للغاية من اللغة، شبيهة بكلام الأطفال أو البدجنية pidgins. وهذا قد يكون له صلة بالكليات اللغوية linguistic universals.
مفهوم «اللغة الاصطناعية/المشتركة» أصبح شائعاً في مجال بحث اكتساب اللغة الثانية، وعادة يكون افتراض أساسي يتبناه الباحثون. 

### تسلسل الاكتساب
في السبعينات، تحرت مجموعة دراسات تسلسل اكتساب القواعد النحوية المختلفة لدى المتعلمين. هذه الدراسات أظهرت أنه كان هناك تغير بسيط في التسلسل للاكتساب، لدى متعلمي لغة معينة لديهم لغات أصلية مختلفة. وبالإضافة إلى ذلك، أظهرت أن التسلسل كان نفسه عند البالغين والأطفال، وأنه لم يتغير حتى لو حصل المتعلم على بعض دروس اللغة. وهذا أكد أنه يوجد هناك عوامل غير «تحول اللغة» تؤثر وتساهم في تعلم اللغة الثانية، وكان أيضاً تأكيداً قوياً على مفهوم «اللغة الاصطناعية/المشتركة».
بيد أن الدراسات لم تجد أن التسلسلات كانت متطابقة بالضبط. على الرغم من وجود عوامل تشابه ملحوظة جداً في التسلسل الذي يكتسب به المتعلمون القواعد، ظلت هناك اختلافات بين الأفراد وبين المتعلمين الذين يملكون لغات أصلية. وأيضاً يصعب أن نعرف متى بالضبط تم تعلم قاعدة نحوية، وكذلك المتعلمين قد يستخدمون القواعد بشكل صحيح في بعض الظروف فقط. لذا، الحديث عن «تسلسل الاكتساب» يبدو غير دقيق.

### تحول اللغة
أحد الفروق المهمة بين اكتساب اللغة الأولى واكتساب اللغة الثانية هو أن عملية اكتساب اللغة الثانية ستكون متأثرة باللغات السابقة التي يتقنها المتعلم. وهذا التأثير يُعرف بـ«تحول اللغة». تحول اللغة هي ظاهرة معقدة تنتج من التفاعل بين الخبرات اللغوية السابقة للمُتعلم والمُدخل اللغوي للغة التي يتم تعلمها، والعمليات المعرفية الإدراكية Cognitive processes . انتقال اللغة ليس دائماً من لغة المتعلم الأم، بل يمكن أن يحصل من لغات أخرى يتقنها المتعلم . وهذه الظاهرة ليست محصورة كذلك بجانب محدد من اللغة، بل تحصل في القواعد، النطق، الكلمات، القراءة. 
حالة واحدة تحصل فيها غالبا ظاهرة «تحول اللغة» هي عندما يشعر المُتعلم بوجه من التشابه بين خاصية للغة التي يتقنها سابقاً وبين خاصة ممثلة في «اللغة الاصطناعية/المشتركة» التي تم إنشاءها. إذا حصل هذا، يمكن أن يتأخر اكتساب الصيغ اللغوية language forms الأكثر تعقيداً لصالح الصيغ الأكثر بساطة والتي تشبه تلك التي توجد في اللغات التي يتقنها المُتعلم . وقد يرفض المُتعلم استخدام بعض الصيغ اللغوية تماما إذا نظروا إليها على أنها مختلفة وبعيدة جداً عن لغتهم الأولى .
انتقال اللغة كان موضوع دراسات عديدة، وهناك جوانب عديدة تبقى مبهمة . قُدمت فرضيات مختلفة لشرح انتقال اللغة، ولكن لا توجد فرضية واحدة تم قبولها بشكل عريض. 

## عوامل خارجية

### المُدخل، والتفاعل
العامل الابتدائي والأساسي الذي يؤثر على اكتساب اللغة يظهر أنه كمية المُدخلات التي يستقبلها المُتعلم. ستيفن كارشن أخذ موقفاً قوياً في أهمية المُدخلات مؤكدا على أن المُدخلات المفهومة هي أهم مافي اكتساب اللغة الثانية . كارشن أشار إلى دراسات تظهر أن طول المدة التي يقضيها الفرد في بلدة أجنبية مرتبط بمستواه في اكتساب اللغة. القراءة هي دليل إضافي للمُدخل كذلك، كميات كبيرة من القراءة الاختيارية voluntary reading لها أثر إيجابي فعال في تعلم اللغة سواء من حيث القواعد أو الكلمات أو مستوى الكتابة . المُدخلات كذلك هي الميكانيكيات التي يتعلم الناس عن طريقها اللغة حسب أنموذج النحو الكلي. 
نوع المُدخل أيضاً مهم. إحدى أركان نظرية كارشين هي أن المُدخلات لايجب أن تكون متسلسلة نحوياً. حيث يقول أن تسلسلاً كهذا - كما يوجد في فصول تعلم اللغة حيث تشمل الدروس التدريب على القواعد النحوية - ليس ضروريا، بل وقد يكون مضراً. 
بينما المُدخلات هامة للغاية، إلا أنه باحثين كثر عارضوا تأكيدات كارشن على أنه فقط المُدخلات هي التي تحدث الفرق في اكتساب اللغة الثانية. على سبيل المثال، الطلاب المنخرطين في برنامج مكثف للغة الفرنسية بكندا كانوا مازالوا يتحدثون حسب قواعد لاتشبه قواعد المتحدثين الأصليين، على الرغم من أنهم قضوا سنين في التعليم المرتكز على المعاني ومهاراتهم السماعية كانت تشبه المتحدثين الأصليين . المُخرجات أيضاً تبدو أنها تلعب دور مهم، وتساعد في دعم المتعلمين بردة الفعل، وجعلهم أقوياء في الشكل الذي يتحدثون به، ومساعدتهم لجعل معرفتهم اللغوية تلقائية . هذه العمليات تم تجميعها في نظرية المُخرجات المفهومة. 
الباحثون كذلك أشاروا إلى أهمية التفاعل في اللغة الثانية بوصفها مهمة للاكتساب. حسب فرضية التفاعل التي قدمها لونق، الظروف التي يتم فيها الاكتساب تكون جيدة حينما يتفاعل باللغة الثانية، خصوصا، حينما يحصل أي تعثر في عملية التواصل بحيث يضطر المتعلمين لشرح المعنى. التغييرات في النطق التي تحصل بسبب التفاعل مفيدة لجعل المُدخلات مفهومة، كما أنها تدفع المُتعلم لتعديل نطقه.

### الجوانب الاجتماعية
على الرغم من أن النظرة المسيطرة في مجال أبحاث اكتساب اللغة الثانية هي نظرة إدراكية، إلا أن الباحثين ومن الأوقات المبكرة التي بدؤوا فيها ببحث الموضوع، انتبهوا إلى أن الجوانب الاجتماعية أيضاً تلعب دوراً هاماً . كان هناك اتجاهات مختلفة لدراسة اللغويات الاجتماعية لاكتساب اللغة الثانية وبالتأكيد، حسب رود إليس Rod Ellis، أن هذا الاجتماع كان يعني أن «اللغويات الاجتماعية sociolinguistic لاكتساب اللغة الثانية كانت مشبعة بالمصطلحات المحيرة bewildering set of terms التي تشير إلى الجوانب الاجتماعية في اكتساب اللغة الثانية». ما يجمع هذ التوجهات المختلفة، هو رفض اللغة كظاهرة نفسية فقط، بل أبحاث اللغويات الاجتماعية ترى أن السياق الاجتماعي الذي يتم تعلم اللغة في إطاره أساسياً لفهم أفضل لعملية الاكتساب. 
إليز يحدد ثلاثة أنواع من البُنى الاجتماعية التي يمكن أن تؤثر في عملية اكتساب اللغة الثانية: الأوضاع اللغوية الاجتماعية، عوامل اجتماعية محددة والعوامل الظرفية . الأوضاع اللغوية الاجتماعية تعود إلى دور اللغة الثانية في المجتمع، بحيث إذا ماكان يتحدثها غالبية السكان أم الأقلية، وما إذا كان استخدامها شائعاً أو محصوراً بأدوار وظيفية محددة، وإذا ما كان المجتمع في الأصل ثنائي اللغة أو أحادي اللغة . إليز كذلك يضمن التفريق بين ما إذا كانت اللغة الثانية يتم تعلمها بشكل طبيعي أم عن طريق التعليم . عوامل اجتماعية محددة والتي من الممكن أن تؤثر على عملية اكتساب اللغة تشمل العمر، الجنس، الطبقة الاجتماعية، والهوية العرقية -التي حازت على اهتمام أكثر من قبل الباحثين-. العوامل الظرفية هي تلك التي تختلف بين كل تفاعل اجتماعي. على سبيل المثال فالمُتعلم قد يستخدم كلمات أكثر تأدباً عندما يتحدث مع طبقة اجتماعية أعلى، وأكثر تلقائية وعفوية حينما يتحدث مع أصدقائه. 
هناك العديد من النظريات التي وضعت لشرح الآثار الاجتماعية على اكتساب اللغة. نموذج التثاقف acculturation model من شومان Schumann يقول بأن معدل المتعلمين في التنمية ومستوى الإنجاز اللغوي هي وظيفة «المسافة الاجتماعية social distance» و«المسافة النفسية psychological distance» بين المتعلمين ومجتمع المتحدثين باللغة الثانية. في نموذج شامان، العوامل الاجتماعية هي الأكثر أهمية، ولكن أيضاً درجة راحة المتعلمين بخصوص تعلمهم للغة الثانية أيضاً تلعب دور . وهناك نموذج لغوي اجتماعي آخر قدمه جاردنر Gardner هو نموذج الاجتماعي التعليمي socio-educational model، والذي صمم ليشرح اكتساب اللغة في الفصول الدراسية . نموذج التفاعل بين المجموعات inter-group model يقترح أن «حيوية الاثنية اللغوية ethnolinguistic vitality» كمكون أساسي لاكتساب اللغة الثانية . كذلك «التنشئة اللغوية الاجتماعية Language socialization» هو توجه يفترض أن «المعرفة اللغوية والثقافية تم بناءها مع بعضها البعض» ، وقد لقي هذا النموذج اهتماماً متزايداً بعد عام 2000 . وأخيراً نظرية نورتن Norton للهوية الاجتماعية، وهي محاولة لتقنين العلاقة بين السلطة، الهوية، واكتساب اللغة. 

## الاختلافات الفردية
هناك تباين كبير في المعدل الذي يتعلم فيها الناس لغات أخرى، وفي المستوى الذين يصلون إليه نهاية المطاف. بعض المتعلمين يتعلمون بسرعة ويصلون إلى مستوى إجادة للغة قريب من المتحدثين الأصليين، ولكن الباقين يتعلمون ببطء ويتعثرون في مراحل مبكرة من اكتساب اللغة، على الرغم من أنهم يعيشون ولسنوات طويلة في بلد يتكلم بتلك اللغة. سبب هذا التفاوت تمت دراسته لأول مرة ضمن دراسة القدرة في تعلم اللغة language learning aptitude في الخمسينات، ولاحقاً مع دراسات المُتعلم الجيد good language learner في السبعينات. وفي الآونة الأخيرة ركزت البحوث على عدد من العوامل المختلفة التي تؤثر على تعلم الأفراد للغة، في استخدام إستراتيجية معينة، والتأثيرات الاجتماعية والمجتمعية، والشخصية، والداوفع، والقلق. العلاقة بين العمر وبين القدرة على تعلم اللغات أيضاً كانت موضوع نقاش قائم منذ فترة طويلة.
مسألة العُمر وعلاقتها بالقدرة على التعلم تم دراستها لأول مرة مع فرضية الفترة الحرجة. الصيغة الصارمة من هذه الفرضية تنص على أن هناك حد عُمري في نحو سن الثانية عشر، والذي يفقد المُتعلمون بعده القدرة على تعلم اللغة بشكل كامل. هذه النسخة الصارمة تم رفضها في اكتساب اللغة الثانية بعد ملاحظة أن المُتعلمين البالغين قد وصلوا إلى مستويات شبيهة بالمتحدثين الأصليين في مستوى النطق وفي الطلاقة العامة. بيد أنه في العموم يندر أن يصل المُتعلمين للغة ثانية إلى مستوى طلاقة المتحدثين الأصليين كما يفعل الأطفال، على الرغم من مستوى التقدم السريع للغة في المراحل الأولية من تعلمها. وهذا أدى هذا إلى توقعات أن العمر مرتبط بشكل غير مباشر بعوامل أخرى أكثر أهمية تؤثر في تعلم اللغة.
هناك اهتمام كبير بمسألة الاستراتيجيات والطرق التي يستخدمها المُتعلمون عندما يتعلمون لغة ثانية. تم الوصول إلى استراتيجيات ذات أهمية هاسمة، لدرجة أنه تم اقتراح «القدرة الاستراتيجية strategic competence» كعنصر رئيسي من عناصر القدرة التواصلية communicative competence . تنقسم الاستراتيجيات عادة إلى استراتيجيات التعلم واستراتيجيات التواصل، على الرغم من وجود طرق أخرى للتصنيف. استراتيجات التعلم هي التقنيات التي تستخدم لتحسين التعلم، مثل التعليمات القصيرة (المستخدمة للتذكر) mnemonics أو استخدام القاموس. استراتيجيات التواصل هي التي يستخدمها المُتعلم ليوصل المعنى، حتى لو لم يعرف الوضع الصحيح، مثل استخدام أشياء شبيهة بالمعنى أو استخدام وسائل غير لفظية مثل الإيماءات.

### عوامل مؤثرة
موقف المُتعلم من العملية التعليمية تم اعتباره كعامل ذو أهمية حاسمة لاكتساب اللغة الثانية. القلق في تعلم اللغة تم تحديده بالإجماع كعامل ضار للتعلم الناجح، ومرتبط به عامل الشخصية، والذي أيضاً حاز على الاهتمام. دارت نقاشات عن تأثيرات الشخصيات المنفتحة تجاه الناس extrovert والمنطوية على ذاتها introvert. بيد أن أحد الدراسات وجدت أنه لايوجد فروق ذات دلالة بين المنفتحون والانطوائيون على الطريقة التي يحققون بها النجاح في اللغة الثانية.
المواقف الاجتماعية مثل أدوار الجنسين ووجهة نظر المجتمع تجاه تعلم اللغة أيضاً عوامل مهمة. المواقف الثقافية يمكن أن تعيق تعلم اللغة بشدة، كما في المثال الشائع عن صعوبة تعلم أطفال النافاجو Navajo للغة الإنجليزية. أيضا، الدافع الذي يدفع المُتعلم له أهمية كبيرة لنجاح تعلم اللغة. أظهرت الدراسات باستمرار أن الدوافع الذاتية intrinsic motivation أو الاهتمام الحقيقي في اللغة الثانية هو أكثر فعالية على المدى الطويل من الدوافع الخارجية extrinsic motivation في تعلم اللغة، مثل الحصول على درجات أعلى أو ثناء وإشادة.

## الجنين يتعلم اللغة الثانية
تقول إحدى المقولات : «إن تعلم لغة ثانية مفيد وقد يستغرق مدى الحياة ولكن من المستحسن الابتداء في سن الطفولة». وقد ثبت أن الشخص الذي يتكلم لغتين يكون أكثر مرونة وكفاءة وأكثر فعالية من شخص لا يتكلم سوى لغة واحدة. ويبدو أن الجنين يبدأ في تمييز لغتين خلال الثلاثة أشهر الأخيرة قبل ولادته ، وذلك إذا كانت أمه تتكلم لغتين. إيقاع الكلمات وتتابع الزمني لأصوات الحروف تنزرع في دماغ الجنين مباشرة وتصبح معهودة له .
وقد أجرت الباحثة «كريستا بايرز-هاينلاين» من جامعة كونكورديا بمونتريال أختبرت أطفالا من بعد ولادتهم بثلاثة أيام ، ووجدت أن الطفل الذي تتحدث أمه لغتين يستمر في مص «البزازة» عند سماعه اللغتين ، أما المولود من أم تتكلم لغة واحدة فكان يمص البزازة عند سماعه لغة أمه فقط .
وقامت الباحثة في علم الأعصاب الدكتورة «جانيت وركر» من جامعة بريتيش كولومبيا بكندا وطورت طريقة «كريستا هايلاين» على أطفال تبلغ أعمارهم عدة شهور بحيث تتعرف على إمكانية الأطفال على التفرقة بين اللغتين الإنجليزية والفرنسية بواسطة الرؤية . أثناء الاختبار كان الأطفال يشاهدون فيديو لأحد الكبار يحكي فيه من «كتاب الأمير الصغير» بالإنجليزية والفرنسية . في تلك الحالة كانت التفرقة بين اللغتين بواسطة العينين ، وعملت الباحثة على تسجيل مدة مراقبة الأطفال لذلك الفيديو قبل أن يعتريهم الملل وينصرف نظرهم عنه . ووجدت أن أطفالا بين الشهر الرابع والشهر السادس من أعمارهم يستطيعون التفرقة بين اللغتين . ولكن الأطفال الذين كانوا في الشهر الثامن من عمرهم وأمهم تتكلم لغة واحدة فقد ملوا سريعا المشاهدة ، وظل الأطفال الذين تتكلم أمهاتهم لغتين منتبهين ومتتبعين قصص الفيديو.
يتضح من بحوث أطباء الأعصاب والدماغ أن مراكز تخزين الكلام وتكوين جملات ومراكز الفهم متناثرة في الدماغ ولا تنحصر في مركز واحد . وثبت أن معدل تشابك السينابسيس synapsis (مشابك بين الخلايا العصبية) يرتفع معدلها سريعا بعد ولادة الطفل مباشرة حتى يبلغ الطفل سنة الواحدة من عمره ، وبعد ذلك يبدأ معدل تشابكها في الانخفاض تقريبا حتى سن السادسة . هذا يحسّن كثيرا من القدرة على الفهم ويجعل الدماغ أكثر كفاءة مع استهلاك أقل للطاقة.
ولكن الأمر ليس كيف يتكون الدماغ وإنما كيف يعمل . وتعلم لغتين تجعل الدماغ يعمل بكفاءة أعلى. فالمتكلم لغتين يختار في كل مرة بين كلمتين لكل شيء، وهذا مايسميه العلماء "تحويل أعمال " Task switching " أو ما نقول عنه "الانشغال بعدة أعمال في نفس الوقت". فتخيل أنك تكتب رسالة في الوقت الذي دق فيه التليفون ، فتترك الكتابة وترفع السماعة للرد على التليفون ، وأثناء ذلك يطرق الباب ويدخل أحد في طلب شيء منك . التحكم في تلك الأمور تحتاج منك مجهودا حيث تقوم بعدة أعمال في نفس الوقت.
وتبين من البحث أن المتكلمين لغتين يفوقون المتحدثين بلغة واحدة في مثل تلك المواقف، فنسبة الخطأ لديهم تكون أقل وكذلك يؤدون تلك الأعمال بمجهود أقل.
كما أن استفادة كبار السن من اللغتين كبيرة . فقد اختبر طبيب الأعصاب «براين جولد» من جامعة كنتاكي مجموعة من كبار السن بين 60 - 68 من عمرهم في عدة اختبارات «تحويل أعمال» ووجد أن المتحدثين لغتين كانوا أكثر كفاءة من المتحدثين لغة واحدة فكانت نسبة الخطأ لديهم أقل وكان آدائهم أسرع. وفحص أجزاء أدمغتهم أثناء الاختبار بواسطة تصوير رنين مغناطيسي ووجد أن نشاط تلك المناطق في الدماغ كانت تعمل هادئة ومرونة في حالة المتكلمين لغتين في حين أنها كانت مثارة في حالة المتكلمين لغة واحدة ، دليل على بذلهم مجهود أكبر في حل الاختبار.
لا تقف مزايا التمكن من لغتين عند حدود إمكانية تحسن المخاطبة و«تحويل الأعمال» ولكن أيضا عندما يصل الإنسان إلى الشيخوخة : ذوي اللغتين يتأخر حدوث الخرف لديهم 4 سنوات عن نظرائم المتحدثين لغة واحدة ، ومن يصابون بمرض آلزهايمر فهو يتأخر لدى المتحدثين لغتين مدة نحو 5 سنوات .
فتعلم الكبار لغة ثانية مفيد جدا وهم يبذلون في ذلك مجهودا ويخصصون له الوقت للتعليم والممارسة ، أما الأطفال فيتعلمون اللغات المتعددة وهم في بطون أمهاتهم وكذلك وهم في «اللفة».